# Bíró Lajos (festő)
Bíró Lajos (Beregdaróc, 1927. december 17. – Debrecen, 2010. szeptember) festő.

## Életútja
Tanulmányait a marosvásárhelyi Csaba Királyfi Gyorsfegyvernemi Hadapródiskolában kezdte, majd az első világháborúban a fronton szolgált és hadifogságba került. A debreceni Református Gimnáziumban tett le az érettségit. Az Egri Pedagógiai Főiskolán tanult, ahol 1951-ben magyar–történelem, később pedig rajztanári diplomát szerzett. Mesterei Adler Miklós és Félegyházi László voltak. 1951 és 1957-ig a főiskola rajz tanszékén volt adjunktus. Részt vett az 1956-os forradalomban, ezért 1957-ben börtönbe került, négy évre ítélték, innen 1959-ben amnesztiával szabadult. 1959-ben telepedett le Debrecenben él, ahol a Képzőművészeti Kör és Stúdió vezető tanára volt. Az 1960-as években a tokaji művésztelepen dolgozott. Tiszacsegén létrehozta az első vidéki amatőr művésztelepet, majd a Hajdúsági Nemzetközi Művésztelepet. Több város is felkérte az 1970-es évektől egész alakos életnagyságú olajképek készítésére (Bocskai, Bethlen). A Magyar Képzőművészek és Iparművészek Kelet-magyarországi területi szervezetének többször is titkára volt. 1984 és 1993 között vezette a Debreceni Műhely Képző- és Iparművészeti Alkotóközösséget, majd 1995-től súlyos betegsége miatt egyre kevesebbet alkotott, de részt vett még a Nyíradonyi Művésztelep munkájában. 

## Díjak, elismerések
- 1967: Munkácsy Mihály-emlékérem
- 1978, 1987: Medgyessy Ferenc-díj
- 1975: Bronzplakett és diploma a Magyar Tájak c. kiállításon (Hatvan)
- 1991: 56-os emlékérem
- 1995: „Hazáért” érdemkereszt
- 1995: Debrecen Díszpolgára[2]
- 1996: Magyar Köztársasági Érdemrend kiskeresztje
- 2016: Eger Város Díszpolgára[3]

## Egyéni kiállítások
- 1960, 1961 • Erkel Múzeum, Gyula
- 1961, 1964, 1966, 1980, 1981, 1983, 1985 • Medgyessy Terem, Debrecen
- 1963 • Thorma Múzeum, Kiskunhalas
- 1968 • Csók Galéria, Budapest
- 1973 • Lublin
- 1975 • Fényes Adolf Terem, Budapest • Kulturális Kapcsolatok Intézete, Budapest
- 1977 • Magyar Intézet, Szófia
- 1982 • Thermál Szálló
- 1983 • Körösvidéki Múzeum, Nagyvárad
- 1987 • Eger

- 2016 • Eger - Szenvedély és szolgálat - Bíró Lajos festőművész retrospektív kiállítása[4]
- 2017 • Debrecen - Látvány és anyag[5][6][7]

## Válogatott csoportos kiállítások
- 1961-től rendszeresen • Alföldi Tárlat, Békéscsaba
- 1967-től rendszeresen • Országos Nyári Tárlat, Debrecen
- 1972 • Kelet-Magyarországi képzőművészek kiállítása, Magyar Nemzeti Galéria, Budapest.

## Művek közgyűjteményekben
Alvar Aalto M., Jyväskylä (FIN) • Déry Múzeum, Debrecen • Petőfi Irodalmi Múzeum, Budapest • Református Kollégium Képtára, Debrecen • Vajdasági Múzeum, Lublin.